# 更生保護法
更生保護法（こうせいほごほう、英語: Offenders Rehabilitation Act、平成19年6月15日法律第88号）は、犯罪者および非行少年の更生および保護観察制度の運用など再犯の予防に関する手続や、これらに関する行政機関に関する日本の法律である。
2007年に、犯罪者予防更生法と執行猶予者保護観察法の整理・統合を目的とした新法として第166回通常国会で成立、2008年6月1日から施行され、当該前身の2法は廃止となった。

## 構成
- 第1章 総則
  - 第1節　目的等（第1条 - 第3条）
  - 第2節　中央更生保護審査会（第4条 - 第15条）
  - 第3節　地方更生保護委員会（第16条 - 第28条）
  - 第4節　保護観察所（第29条・第30条）
  - 第5節　保護観察官及び保護司（第31条・第32条）
- 第2章 仮釈放等
  - 第1節　仮釈放及び仮出場（第33条 - 第40条）
  - 第2節　少年院からの仮退院（第41条・第42条）
  - 第3節　収容中の者の不定期刑の終了（第43条 - 第45条）
  - 第4節　収容中の者の退院（第46条 - 第47条の3）
- 第3章 保護観察
  - 第1節　通則（第48条 - 第65条）
  - 第1節の2　規制薬物等に対する依存がある保護観察対象者に関する特則（第65条の2 - 第65条の4）
  - 第2節　保護観察処分少年（第66条 - 第70条）
  - 第3節　少年院仮退院者（第71条 - 第74条）
  - 第4節　仮釈放者（第75条 - 第78条）
  - 第5節　保護観察付執行猶予者（第78条の2 - 第81条）
- 第4章 生活環境の調整（第82条 - 第84条）
- 第5章 更生緊急保護等
  - 第1節　更生緊急保護（第85条 - 第87条）
  - 第2節　刑執行停止中の者に対する措置（第88条）
- 第6章 恩赦の申出（第89条・第90条）
- 第7章 審査請求等
  - 第1節　行政手続法の適用除外（第91条）
  - 第2節　審査請求（第92条 - 第96条の2）
- 第8章 雑則（第97条 - 第99条）
- 附則